# Nycticeius humeralis
Nycticeius humeralis är en fladdermusart som först beskrevs av Rafinesque 1818.  Nycticeius humeralis ingår i släktet Nycticeius och familjen läderlappar. IUCN kategoriserar arten globalt som livskraftig. Inga underarter finns listade i Catalogue of Life. Wilson & Reeder (2005) skiljer mellan tre underarter.

## Utseende
Denna fladdermus blir med svans 86 till 104 mm lång och väger 6 till 12 g. Honor är lite större än hannar. Nycticeius humeralis har en 33 till 40 mm lång svans, 34 till 38 mm långa underarmar, en vingspann på 260 till 280 mm, 8 till 10 mm långa bakfötter och 11 till 14 mm långa öron. Pälsen är på ovansidan brun till rödbrun och på undersidan ljusare med rosa skugga. Däremot har ansiktets nakna delar, öronen och flygmembranen en svart färg. Den broskiga fliken i örat (tragus) är kort och avrundad. I motsats till de flesta andra läderlappar som förekommer i Nordamerika har Nycticeius humeralis bara en framtand på varje sida av överkäken. Tandformeln är I 1/3 C 1/1 P 1/2 M 3/3, alltså 30 tänder.

## Utbredning och habitat
Arten förekommer i östra USA och i nordöstra Mexiko. Den lever i låglandet och i kulliga områden upp till 300 meter över havet. Habitatet utgörs främst av lövfällande skogar.

## Ekologi
Individerna vilar huvudsakligen i trädens håligheter eller under lösa barkskivor. I områden där skogen avverkades hittas de ofta sovande i byggnader. Mera sällan använder de grottor som viloplats. Nycticeius humeralis lämnar gömstället under skymningen och den flyger i början 12 till 23 meter över marken. Senare under natten jagar fladdermusen närmare vid marken. Den använder bland annat sin flygmembran för att fånga sina byten.
Hanar och honor parar sig under sensommaren eller under hösten. Sedan lagrar honan hanens sädesvätska i sina könsorgan. Äggen befruktas under följande vår. Oftast föds en till tre ungar. De flesta individer lever två år och enstaka exemplar blev upp till fem år gamla. Ungarna väger vid födelsen 1,6 till 1,8 g, är nakna och blinda. De öppnar sina ögon efter en dag och har efter nio dagar päls. Cirka tre veckor efter födelsen får ungarna flygförmåga och efter fyra till fem veckor slutar modern helt med digivning. Vid samma tidpunkt blir ungarna självständiga.
Norra populationer vandrar före vintern till varmare trakter. Nycticeius humeralis håller ingen vinterdvala men den intar ibland ett stelt tillstånd (torpor) vid kalt väder. Arten jagar främst flygande insekter och deras larver. Flera av fladdermusens byten betraktas av människor som skadedjur på odlade växter.
Vid sovplatsen jagas fladdermusen av tamkatter, tvättbjörnar och ormar.